# Семчук Вадим Вікторович
Вади́м Ві́кторович Семчук (24 листопада 1993, Житомир, Україна) — український футболіст, правий вінгер вінницької «Ниви».

## Життєпис
Вадим Семчук народився 24 листопада 1993 року в Житомирі. У ДЮФЛУ з 2009 по 2013 роки захищав кольори житомирського «Полісся», а з 2009 по 2010 рік — львівського ЛДУФК.
У 2010 році підписав свій перший професіональний контракт, з львівськими «Карпатами». Проте за головну команду «зелено-білих» так і не зіграв жодного офіційного поєдинку. З 2010 по 2011 році виступав у фарм-клубі львівської команди «Карпати-2», яка змагалася в Прем'єр-лізі Львівської області. З 2011 року виступав за «Карпати» в молодіжній першості України, зіграв у футболці «левів» 47 матчів та відзначився 5-ма голами. На початку січня 2014 року побував на перегляді у молдовському клубі «Веріс», але перхід не відбувся.
У 2014 році переходить до ФК «Полтави». У футболці «городян» дебютував 26 липня 2014 року в програному (0:1) домашньому матчі 1-го туру першої ліги чемпіонату України проти комсомольського «Гірник-спорту». Вадим вийшов на поле на 86-ій хвилині, замінивши Юрія Соломку. У складі ФК «Полтави» в першій лізі зіграв 11 матчів, ще 1 поєдинок провів у кубку України.
У 2014 році виїхав до Польщі, де виступав у складі нижчолігових клубів «Хелмлянка» (15 матчів, 3 голи) та «Леварт» (18 матчів, 2 голи).
У 2016 році повернувся в Україну, а вже на початку березня був внесений до заявки на сезон київського «Арсенала». Дебютував за столичних канонірів 26 березня 2016 року в переможному (3:1) домашньому поєдинку 16-го туру другої ліги чемпіонату України проти ковалівського «Колоса». Семчук вийшов у стартовому складі, а на 46-ій хвилині його замінив Дмитро Лапа. Дебютним голом за киян відзначився 9 квітня 2016 року на 66-ій хвилині переможного (4:0) домашнього поєдинку проти одеського «Реал Фарма». Вадим вийшов у стартовому складі та відіграв увесь матч. На даний час у футболці київського «Арсеналу» в чемпіонатах України зіграв 34 матчі та відзначився 3-ма голами.
4 вересня 2018 року став гравцем «Полісся», підписавши контракт на один рік.

## Досягнення
- Чемпіон першої ліги чемпіонату України (1): 2017/18